# 김후진
김후진(金後進, 1540 - 1620)은 자는 비승(丕承), 호는 원모당(遠慕堂)·사재(思齋) 또는 연담(蓮潭). 전라도 태인(泰仁: 지금의 전라북도 정읍시 칠보면) 출신이다. 

## 가문과 주요 활동
본관 도강, 시조인 김희조의 15세(14대손) 김회련(金懷鍊)의 후손으로 판관공 희열의 손자, 일재(一齋) 이항(李恒)의 문인(門人)으로 경학과 역학에 해박하였다. 1592년(선조 25) 임진왜란이 일어나 이귀(李貴)가 장성(長城)에서 의병을 모집하자 이에 참여, 군량을 모아 장성남문(長城南門)의 의청(義廳)에 보냈다. 이듬해에는 장정 100여 명을 거느리고 의주(義州)에 가서 몽진(蒙塵)한 선조를 배알한 다음, 수백 섬의 곡식을 모아 행재소(行在所)에 바쳤고, 의병 고경명(高敬命)과 민여운(閔汝雲)의 의병소(義兵所)에도 군량을 보냈다. 또 면(綿) 수천 근을 사다가 옷을 지어 명나라 군진(軍陣)에 보내니, 군자감직장(軍資監直長)에 가증(加贈)되었으나 취임하지 않았다. 그는《가례(家禮)》《心經)》《근사록(近思錄)》등 성리서(性理書)를 탐구하였고, 부모의 거상(居喪) 중에는 각각 3년 동안 시묘(侍墓)하였다. 군기시정(軍器寺正)에 추증되었다가 이후 고종 때 호조참판(戶曹參判)에 추증되었다. 정읍시 칠보면(七寶面)의 남천사(南川祠)에 배향되었다. [출처: 한국민족문화대백과, 한국학중앙연구원, 두산백과 두피디아, 두산백과]